# Tityopsis
Genre
Tityopsis est un genre de scorpions de la famille des Buthidae.

## Distribution
Les espèces de ce genre sont endémiques de Cuba,.

## Liste des espèces
Selon The Scorpion Files (25/02/2025) :
- Tityopsis canizaresorum Teruel & Rodríguez-Cabrera, 2020
- Tityopsis inaequalis (Armas, 1974)
- Tityopsis inexpectata (Moreno, 1940)
- Tityopsis mulata Teruel & Rodríguez-Cabrera, 2020
- Tityopsis pumila Teruel & Rodríguez-Cabrera, 2020
- Tityopsis rolandoi Kovařík, Stockmann, Šťáhlavský & Yong, 2024
- Tityopsis sheylae Teruel & Rodríguez-Cabrera, 2020

## Systématique et taxinomie
Ce genre a été décrit par Armas en 1974 dans les Buthidae.

## Publication originale
- Armas, 1974 : « Escorpiones del Archipiélago Cubano. III. Género Tityus C.L. Koch 1836 (Scorpionidae: Buthidae). » Poeyana, no 135, p. 1-15.